# Arroyo Grande, Durango
Arroyo Grande är en ort i Mexiko.   Den ligger i kommunen Canelas och delstaten Durango, i den centrala delen av landet, 1 000 km nordväst om huvudstaden Mexico City. Arroyo Grande ligger 1 569 meter över havet och antalet invånare är 127.
Terrängen runt Arroyo Grande är bergig åt sydost, men åt nordväst är den kuperad. Runt Arroyo Grande är det mycket glesbefolkat, med 3 invånare per kvadratkilometer. Närmaste större samhälle är Canelas, 6,3 km nordväst om Arroyo Grande. I omgivningarna runt Arroyo Grande växer i huvudsak blandskog.